# Lady Stardust
Pistes de The Rise and Fall of Ziggy Stardust and the Spiders from Mars
It Ain't Easy
(5) Star
(7)
Lady Stardust est une chanson écrite par l'auteur-compositeur-interprète anglais David Bowie, qui ouvre la seconde face de l'album The Rise and Fall of Ziggy Stardust and the Spiders from Mars (1972). Elle est couramment interprétée comme un portrait de l'autre icône anglaise du glam rock, Marc Bolan.    

## Histoire

### Enregistrement
Lady Stardust est l'une des premières chansons écrites pour l'album The Rise and Fall of Ziggy Stardust and the Spiders from Mars. Sa première démo est enregistrée les 9 et 10 janvier aux studios londoniens de Radio Luxembourg. Elle a pour titres de travail He Was Alright (The Band Was All Together) et A Song for Marc. Cette démo est reprise en titre bonus dans les rééditions CD de The Rise and Fall of Ziggy Stardust and the Spiders from Mars publiées par Rykodisc en 1990 et EMI en 2002.
La version finale de Lady Stardust est enregistrée le 12 novembre 1971 aux studios Trident de Londres. Il est accompagné de son groupe, les Spiders from Mars, constitué de Mick Ronson à la guitare et au piano, Trevor Bolder à la basse et Mick Woodmansey à la batterie, lors de cette séance qu'il coproduit avec Ken Scott. Le même jour sont enregistrées Soul Love, Moonage Daydream et une nouvelle version de The Supermen, une chanson précédemment parue sur l'album The Man Who Sold the World. 

### Postérité
Le 23 mai 1972, Bowie interprète Lady Stardust dans l'émission de radio Sounds of the 70s présentée par Bob Harris (en) et diffusée par la BBC le 19 juin. Elle est reprise en 2000 dans la compilation Bowie at the Beeb. Une nouvelle version de la chanson, avec Gail Ann Dorsey à la basse et aux chœurs, est enregistrée en 1997 pour ChangesNowBowie.
Une version démo à 4 pistes de la chanson a été vendue sous forme de picture-disc lors de l'exposition David Bowie Is au Japon en 2017. 

## Caractéristiques artistiques
La chanson fait référence au chanteur anglais Marc Bolan, pionnier du glam rock que Bowie admire alors et le décrit à l'aube de sa gloire. La version originale de démonstration porte d'ailleurs le titre He Was Alright (A Song for Marc), et lors d'un concert au Rainbow Theatre en août 1972 c'est avec le visage de Marc Bolan projeté derrière lui que Bowie chante Lady Stardust. 
Son personnage, l'androgyne chanteur Lady Stardust, fascine à la fois les garçons et les filles, tout en en étant la risée. Puissamment sexuel, il captive son public par des chansons mélancoliques et ténébreuses. A noter à la fin de la partie chantée du morceau l'injonction « Get some pussy now ! » prononcée par Bowie à mi-voix, en contre-point à son texte,. 
Le piano de Mick Ronson — dans une interprétation détendue, décrite comme évoquant une fin de soirée dans un cabaret — et la guitare 12 cordes sobrement jouée par Bowie sont soutenus par une section rythmique discrète. 

## Interprètes
- David Bowie : chant, guitare
- Mick Ronson : guitare, piano, chœurs
- Trevor Bolder : basse
- Mick Woodmansey : batterie[5]